# Jan Košek (jégkorongozó)
Jan Košek (Prága, 1914. január 11. – České Budějovice, 1979. március 7.) Európa-bajnoki ezüstérmes csehszlovák válogatott cseh jégkorongozó, edző, olimpikon.
A HC Slavia Praha játékosa volt 1935 és 1937 között. A válogatottban először 1934-ben játszott.
Az 1936. évi téli olimpiai játékokon játszott a jégkorongtornán a csehszlávok csapatban. A C csoportból úgy jutottak tovább, hogy még gólt sem kaptak. A nyolcaddöntőben két négyes csoport volt, ők a B-be kerültek és innen másodikként jutottak tovább. Csak az amerikai válogatott tudta őket megverni 2–0-ra. A végső négyes döntőben mindhárom ellenfelüktől kikaptak (Kanada, Nagy-Britannia, USA) és végül csak negyedikek lettek. Három mérkőzésen játszott és nem ütött gólt. Az olimpia Európa-bajnokságnak is számított, így ezüstérmet nyert.
Egy világbajnokságon is részt vett, az 1937-esen. Érmet nem szerzett.